# A-Jugend Handball-Bundesliga 2013/14
Die A-Jugend-Bundesliga ist die höchste Spielklasse im deutschen Jugend-Handball. Die Saison 2013/14 war die dritte Austragung des Wettbewerbs in dieser Form.

## Direkt qualifizierte Teams
| Staffel Nord 2012/2013 HSG Handball Lemgo JSG Hastedter TSV/HC Bremen SG Flensburg-Handewitt SG Solingen BHC THW Kiel TV Bissendorf-Holte | Staffel Ost 2012/13 SG Spandau/Füchse Berlin SC Magdeburg Eintracht Hildesheim TSV Burgdorf VfL Bad Schwartau HSV Hamburg | Staffel West 2012/13 HSG Völklingen TSV Bayer Dormagen TV Hüttenberg SG Ratingen ART Düsseldorf TVG JA Großwallstadt | Staffel Süd 2012/13 JSG Balingen-Weilstetten TPSG Frisch Auf Göppingen SG Kronau/Östringen HC Erlangen SC Bietigheim SG Köndringen/Teningen |

## Staffeleinteilung
| Nord - VfL Bad Schwartau - Bergischer HC - TV Bissendorf-Holte - ART Düsseldorf - TUSEM Essen - SG Flensburg-Handewitt - HSV Hamburg - JSG Hastedter TSV/HC Bremen - THW Kiel - SG Ratingen - ASV Senden - HTV Sundwig/Westig | Ost - Füchse Berlin Reinickendorf - MTV Braunschweig - TSV Burgdorf - Lausitzer Handballclub Cottbus - HSG Freiberg - VfL Hameln - Eintracht Hildesheim - HB Akademie Leipzig/Delitzsch - HSG Handball Lemgo - SC Magdeburg - TSV GWD Minden - 1. VfL Potsdam | West - GSV Eintracht Baunatal - TSV Bayer Dormagen - TuS Ferndorf - TSG Friesenheim - HSG Wetzlar U19 - TVG JA Großwallstadt - HSG Hanau - TV Hüttenberg - HG Oftersheim/Schwetzingen - HG Saarlouis - HSG Völklingen - HSG VfR/Eintracht Wiesbaden | Süd - JSG Balingen-Weilstetten - SG BBM Bietigheim - JSG Echaz-Erms - HC Erlangen - TPSG Frisch Auf Göppingen - VfL Günzburg - SG Köndringen/Teningen - HSG Konstanz - SG Kronau/Östringen - SG Pforzheim/Eutingen - TuS Schutterwald - HSG Würm-Mitte |

## Staffel Nord

### Tabelle
Die Tabelle der A-Jugend Bundesliga Nord 2013/2014 zeigt die Tabellenkonstellation.
Der Erst- und Zweitplatzierte am 22. Spieltag nehmen am Viertelfinale zur Deutschen Meisterschaft 2014 teil.
| 1 |

| 2 |

| 3 |

| HSV Hamburg |

| VfL Bad Schwartau |

| TV Bissendorf-Holte |

| SG Flensburg-Handewitt |

| MTV Sundwig/Westig |

| JSG Hastedt/Bremen |

| THW Kiel |

| ASV Senden |

| Bergischer HC |

| 1 |

| 2 |

| 3 |

| HSV Hamburg |

| VfL Bad Schwartau |

| TV Bissendorf-Holte |

| SG Flensburg-Handewitt |

| MTV Sundwig/Westig |

| JSG Hastedt/Bremen |

| THW Kiel |

| ASV Senden |

| Bergischer HC |

## Staffel Ost

### Tabelle
Die Tabelle der A-Jugend Bundesliga Ost 2013/2014 zeigt die Tabellenkonstellation.
Der Erst- und Zweitplatzierte am 22. Spieltag nehmen am Viertelfinale zur Deutschen Meisterschaft 2014 teil.
| Füchse Berlin Reinickendorf |

| 1 |

| 2 |

| GWD Minden |

| HSG Handball Lemgo |

| TSV Burgdorf |

| HSG Freiberg |

| LHC Cottbus |

| 4 |

| 3 |

| HB Akademie Leipzig/Delitzsch |

| SC Magdeburg |

| Füchse Berlin Reinickendorf |

| 1 |

| 2 |

| GWD Minden |

| HSG Handball Lemgo |

| TSV Burgdorf |

| HSG Freiberg |

| LHC Cottbus |

| 4 |

| 3 |

| HB Akademie Leipzig/Delitzsch |

| SC Magdeburg |

## Staffel West

### Tabelle
Die Tabelle der A-Jugend Bundesliga West 2013/2014 zeigt die Tabellenkonstellation.
Der Erst- und Zweitplatzierte am 22. Spieltag nehmen am Viertelfinale zur Deutschen Meisterschaft 2014 teil.
| 1 |

| 2 |

| TSV Bayer Dormagen |

| TuS Ferndorf |

| GSV Eintracht Baunatal |

| HSG Wetzlar |

| HSG VFR/Eintr. Wiesbaden |

| TVG JA Großwallstadt |

| HSG Hanau |

| TV Hüttenberg |

| HSG Völklingen |

| HG Saarlouis |

| 1 |

| 2 |

| TSV Bayer Dormagen |

| TuS Ferndorf |

| GSV Eintracht Baunatal |

| HSG Wetzlar |

| HSG VFR/Eintr. Wiesbaden |

| TVG JA Großwallstadt |

| HSG Hanau |

| TV Hüttenberg |

| HSG Völklingen |

| HG Saarlouis |

## Staffel Süd

### Tabelle
Die Tabelle der A-Jugend Bundesliga Süd 2013/2014 zeigt die Tabellenkonstellation.
Der Erst- und Zweitplatzierte am 22. Spieltag nehmen am Viertelfinale zur Deutschen Meisterschaft 2014 teil.
| 1 |

| 2 |

| SG BBM Bietigheim |

| HC Erlangen |

| VfL Günzburg |

| HSG Würm-Mitte |

| TPSG Frischauf Göppingen |

| SG Köndringen/ Teningen |

| SG Kronau/Östringen |

| HSG Konstanz |

| SG Pforzheim /Eutingen |

| TuS Schutterwald |

| 1 |

| 2 |

| SG BBM Bietigheim |

| HC Erlangen |

| VfL Günzburg |

| HSG Würm-Mitte |

| TPSG Frischauf Göppingen |

| SG Köndringen/ Teningen |

| SG Kronau/Östringen |

| HSG Konstanz |

| SG Pforzheim /Eutingen |

| TuS Schutterwald |

## Deutsche Meisterschaft

### Viertelfinale
Im Viertelfinale trifft immer ein Tabellenerster auf einen Tabellenzweiten einer anderen Staffel.
Die Gruppenersten haben das Recht, das Rückspiel zu Hause auszutragen.
Die Hinspiele fanden am 26./27. April 2014 statt, die Rückspiele am 3./4. Mai 2014.
| Mannschaft 1                          | Mannschaft 2                               | Hinspiel            | Rückspiel            | Gesamt  |
| ------------------------------------- | ------------------------------------------ | ------------------- | -------------------- | ------- |
| SC Magdeburg Alexander Saul 16        | SG Flensburg-Handewitt Finn Klang 15       | 26.04 Sa. 15:00 Uhr | 04.05. So. 14:00 Uhr | 58 : 45 |
| SC Magdeburg Alexander Saul 16        | SG Flensburg-Handewitt Finn Klang 15       | 29 : 18 (15 : 09)   | 29 : 27 (12 : 16)    | 58 : 45 |
| SC Magdeburg Alexander Saul 16        | SG Flensburg-Handewitt Finn Klang 15       | 120 Zuschauer       | 400 Zuschauer        | 58 : 45 |
| TUSEM Essen Rene Zobel 22             | Füchse Berlin Reinickendorf Paul Drux 17   | 26.04 Sa. 18:30 Uhr | 04.05. So. 14:45 Uhr | 56 : 67 |
| TUSEM Essen Rene Zobel 22             | Füchse Berlin Reinickendorf Paul Drux 17   | 27 : 28 (14 : 15)   | 29 : 39 (15 : 22)    | 56 : 67 |
| TUSEM Essen Rene Zobel 22             | Füchse Berlin Reinickendorf Paul Drux 17   | 600 Zuschauer       | 200 Zuschauer        | 56 : 67 |
| SG Pforzheim/Eutingen Sandro Münch 13 | TVG Junioren Akademie e.V. Maik Lebherz 13 | 27.04 So. 16:00 Uhr | 04.05. So. 15:00 Uhr | 62 : 47 |
| SG Pforzheim/Eutingen Sandro Münch 13 | TVG Junioren Akademie e.V. Maik Lebherz 13 | 31 : 26 (15 : 12)   | 31 : 21 (14 : 10)    | 62 : 47 |
| SG Pforzheim/Eutingen Sandro Münch 13 | TVG Junioren Akademie e.V. Maik Lebherz 13 | 600 Zuschauer       | 450 Zuschauer        | 62 : 47 |
| TSG Friesenheim Philipp Bauer 11      | SG Kronau/Östringen Roy James 12           | 27.04 So. 17:00 Uhr | 03.05. Sa. 20:00 Uhr | 60 : 64 |
| TSG Friesenheim Philipp Bauer 11      | SG Kronau/Östringen Roy James 12           | 34 : 37 (18 : 17)   | 26 : 27 (10 : 16)    | 60 : 64 |
| TSG Friesenheim Philipp Bauer 11      | SG Kronau/Östringen Roy James 12           | 320 Zuschauer       | 570 Zuschauer        | 60 : 64 |

### Halbfinale
Die Hinspiele fanden am 10. Mai 2014 statt, die Rückspiele am 16./17. Mai 2014.
| Mannschaft 1                                   | Mannschaft 2                                   | Hinspiel             | Rückspiel            | Gesamt  |
| ---------------------------------------------- | ---------------------------------------------- | -------------------- | -------------------- | ------- |
| Füchse Berlin Reinickendorf Max Scheithauer 18 | SG Kronau/Östringen Roy James 18               | 10.05. Sa. 15:00 Uhr | 16.05. Fr. 20:00 Uhr | 68 : 55 |
| Füchse Berlin Reinickendorf Max Scheithauer 18 | SG Kronau/Östringen Roy James 18               | 30 : 25 (15 : 12)    | 38 : 30 (16 : 15)    | 68 : 55 |
| Füchse Berlin Reinickendorf Max Scheithauer 18 | SG Kronau/Östringen Roy James 18               | 212 Zuschauer        | 950 Zuschauer        | 68 : 55 |
| SC Magdeburg Vincent Sohmann 18                | SG Pforzheim / Eutingen Pascal Kirchenbauer 13 | 10.05. Sa. 19:00 Uhr | 17.05. Sa. 18:00 Uhr | 54 : 52 |
| SC Magdeburg Vincent Sohmann 18                | SG Pforzheim / Eutingen Pascal Kirchenbauer 13 | 29 : 25 (14 : 15)    | 25 : 27 (10 : 11)    | 54 : 52 |
| SC Magdeburg Vincent Sohmann 18                | SG Pforzheim / Eutingen Pascal Kirchenbauer 13 | 280 Zuschauer        | 720 Zuschauer        | 54 : 52 |

### Finale
Das Hinspiel fand am 25. Mai 2014 statt. Das Rückspiel fand am 30. Mai 2014 statt.
| Mannschaft 1 | Mannschaft 2                | Hinspiel             | Rückspiel            | Gesamt  |
| ------------ | --------------------------- | -------------------- | -------------------- | ------- |
| SC Magdeburg | Füchse Berlin Reinickendorf | 25.05. So. 00:00 Uhr | 30.05. Fr. 20:00 Uhr | 65 : 66 |
| SC Magdeburg | Füchse Berlin Reinickendorf | 30 : 32 (15 : 18)    | 35 : 34 (15 : 17)    | 65 : 66 |

### Hinspiel
SC Magdeburg – Füchse Berlin Reinickendorf  30:32 (15:18)
25. Mai 2014 in Magdeburg, Hermann-Gieseler-Halle, 900 Zuschauer, Spielbericht
SC Magdeburg: Stemmler, Schneider – Zimmermann (1), Wiebe, Poek, Wasielewski (1), Sohmann (7/1), Saul (4), Czech (1), Stiebler (6/1), Lindner, Gębala (10), Michael, Kleinert
Füchse Berlin Reinickendorf: Güner, Straßburg – Gerbl (3), Spengler (1), Krai, Drux (9/1), Röder (2), Scheithauer (3), Werner (1), Struck (3), Bauer (3), Reißky (5), Schade (2)
Schiedsrichter:  Brodbeck & Reich

### Rückspiel
Füchse Berlin Reinickendorf – SC Magdeburg  34:35 (17:15)
30. Mai 2014 in Berlin, Lilli-Henoch-Sporthalle, 445 Zuschauer, Spielbericht
Füchse Berlin Reinickendorf:  Güner, Straßburg – Gerbl (1), Krai (1), Drux (7), Röder, Scheithauer (2), Werner, Struck (4), Bauer (5), Reißky (6/2), Schade (7), Friedrich (1)
SC Magdeburg: Stemmler, Schneider – Zimmermann (3/1), Wiebe (2), Poek (1), Wasielewski (11), Sohmann (8/5), Saul (5), Czech (2), Stiebler (4), Michael, Friedrich, Hübner, Uscins
Schiedsrichter:  Behrens & Fasthoff